# 细锥蜗牛
细锥蜗牛（学名：Allopeas pyrgula），是柄眼目钻头螺科Allopeas的一种。主要分布于台湾，常栖息在森林底部的落叶层中。